# Patxi Vila
Francisco Javier "Patxi" Vila Errandonea (født 11. oktober 1975) er en spansk tidligere professionel cykelrytter.